# ドーベルマン
ドーベルマン (Dobermann) は、ドイツ原産の犬種である。ドーベルマン・ピンシャー、ドーベルマン・ピンシェルとも呼ばれる。

## 歴史
19世紀末、ドイツのテューリンゲン州に住んでいたブリーダー、カール・フリードリヒ・ルイス・ドーベルマンによって警備犬としてジャーマン・シェパード・ドッグとジャーマン・ピンシャー、ロットワイラー、マンチェスター・テリアとの交配により生み出された。カール・フリードリヒ・ルイス・ドーベルマンは税金徴収官を仕事としていたため普段より現金を持ち歩くことが多く、優秀な警備犬の必要性を感じ、この犬を生み出したとされる。

## 形態

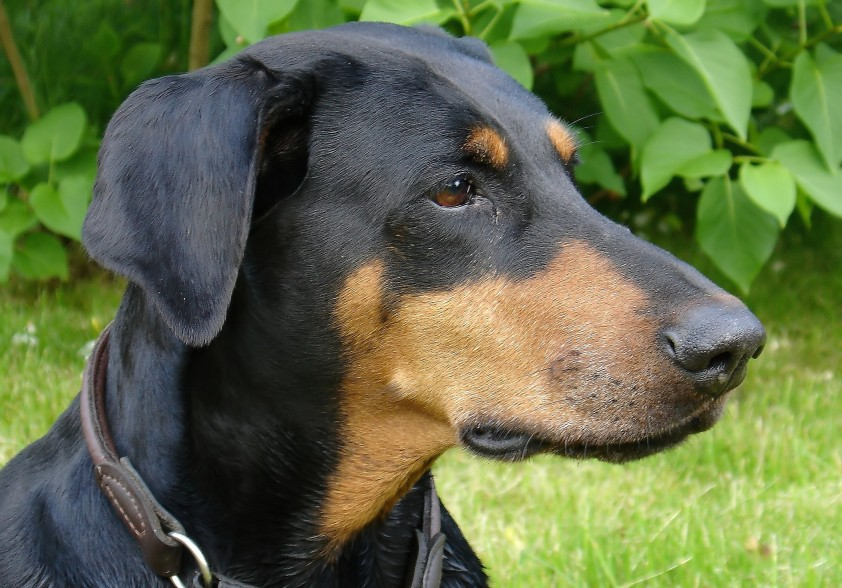
断耳されていないドーベルマン

体毛は極短い。体は細身だが全体的に筋肉質で敏捷性、走力に優れる。その優美な筋肉質のスタイルから「犬のサラブレッド」とも呼ばれる。
一般的に本種のイメージとされる尖った耳と短い尾は、子犬のときに両方とも切断、切除することで得られるスタイルであり、本来は長く垂れた耳と細い尻尾を持っている。また、この他にも前足の狼指を切断している場合も多い。これは外見的な理由の前者と違い、狼爪による怪我を防ぐ目的が強い。

### 毛色
一般的にブラック、レッド（ブラウン、チョコとも呼ばれる）が多く、ブルー、イザベラ（フォーン）等もある。また眼窩周辺、鼻口部、胸、足先にタン色のマーキングがある。アルビノである白い個体も存在する。ブラックとレッド以外の毛色は色素欠乏などの理由により特定の疾病が発症しやすいため注意が必要となる。

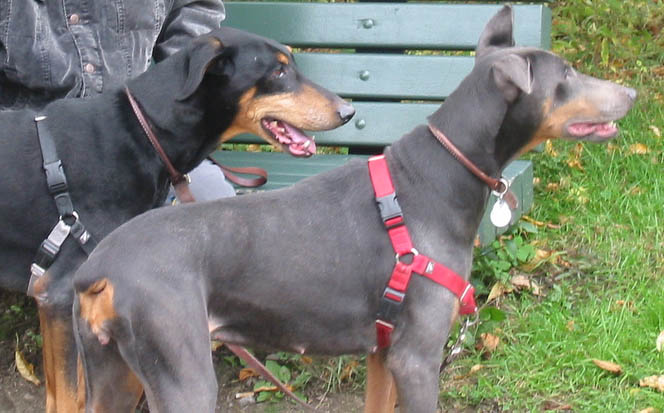
ブラックとブルー
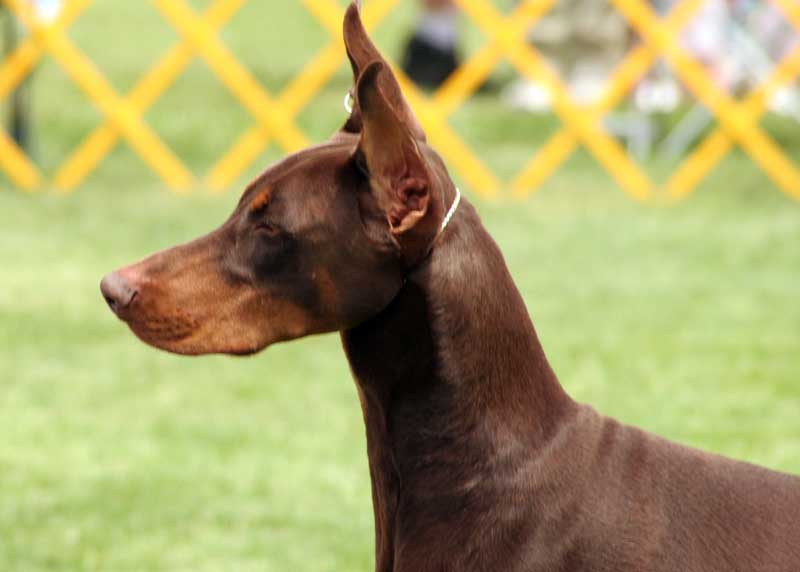
レッド
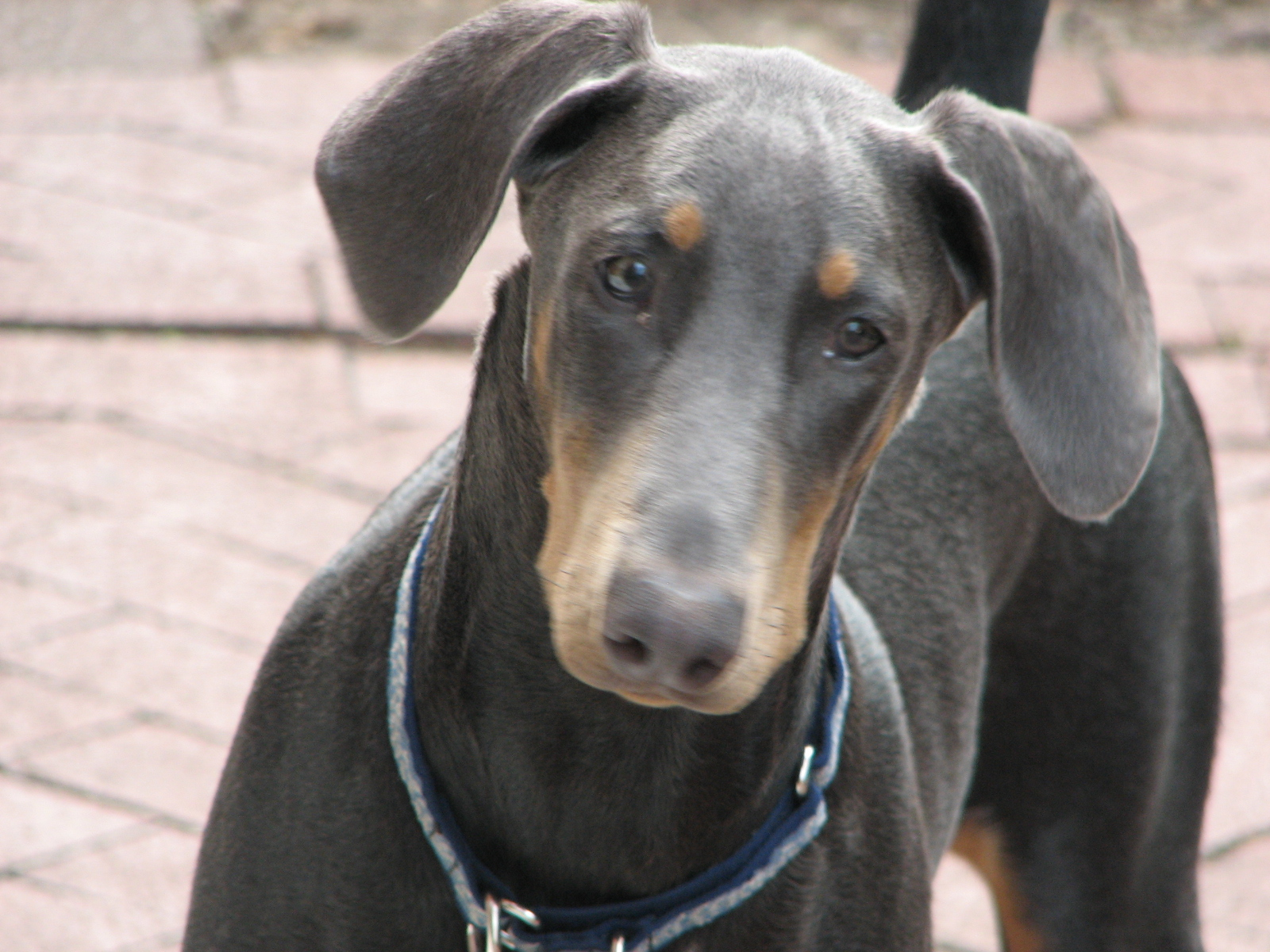
ブルー
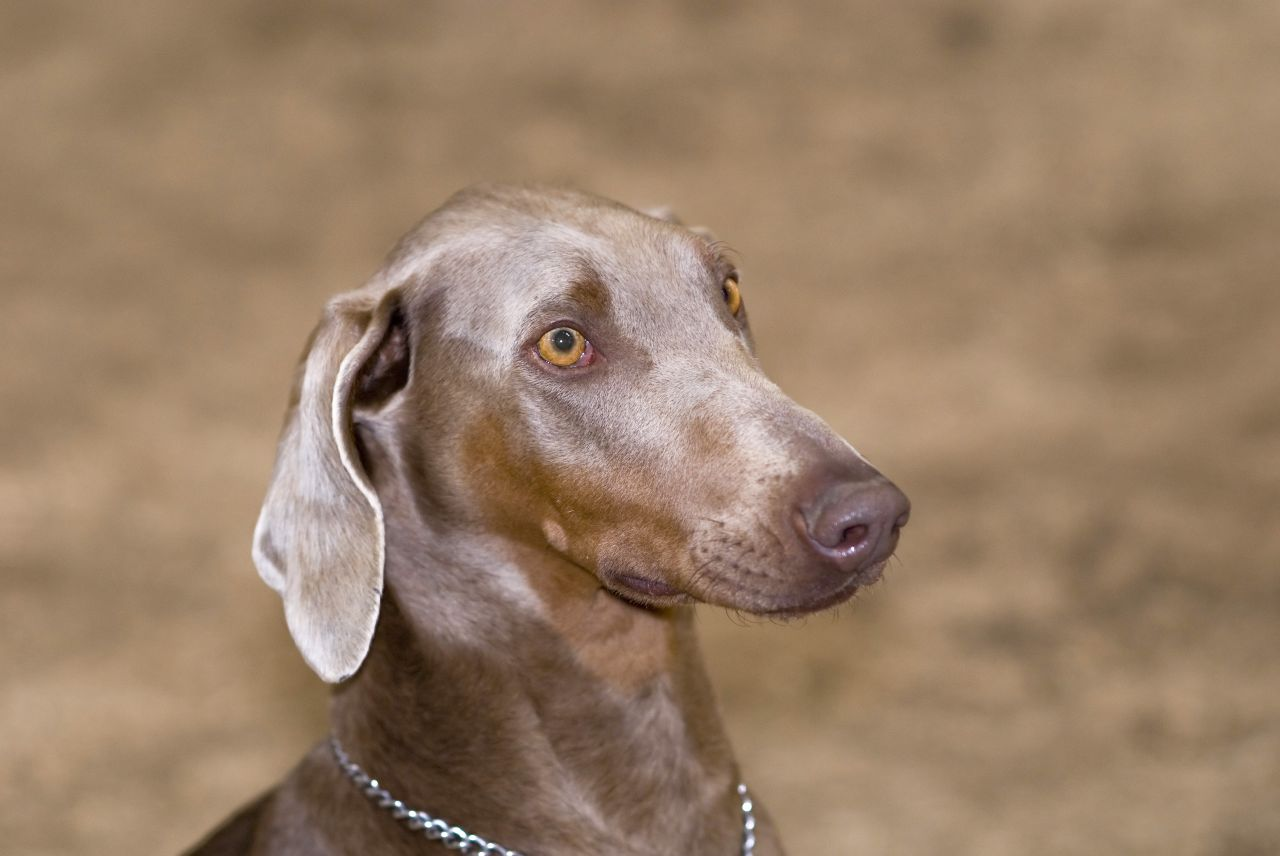
フォーン
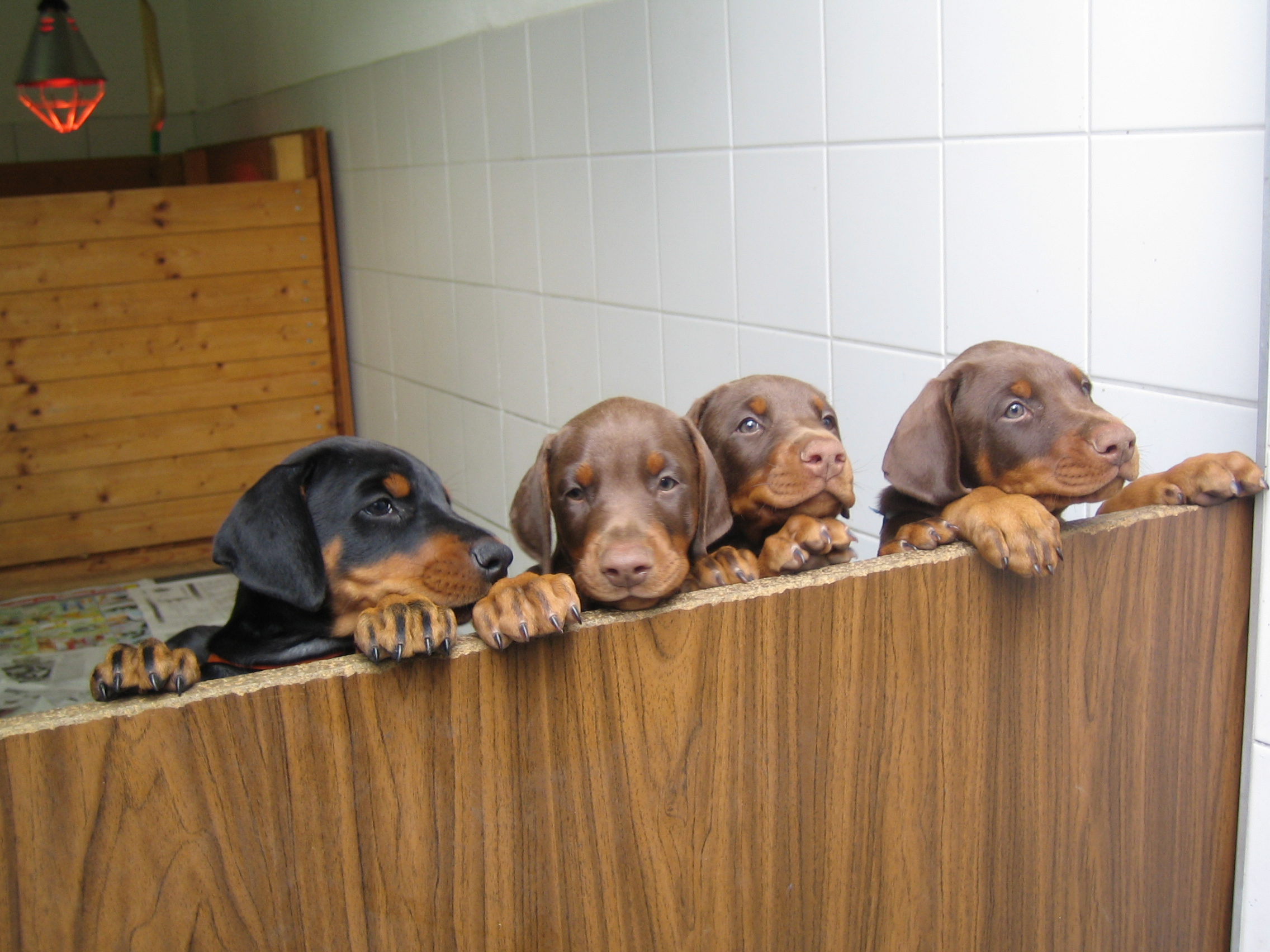
ブラックとレッドの子犬
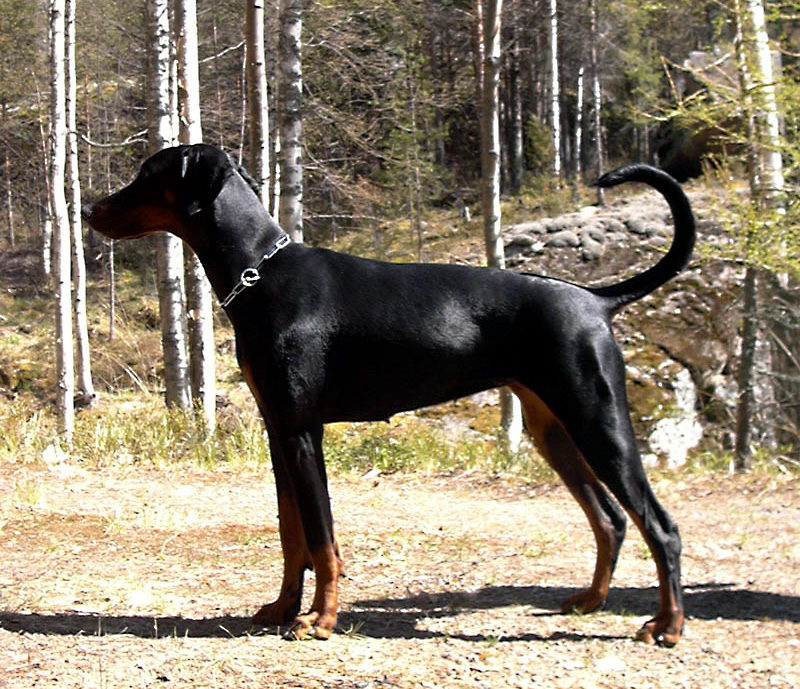
断耳と断尾されていないドーベルマン(全体)

## 性格

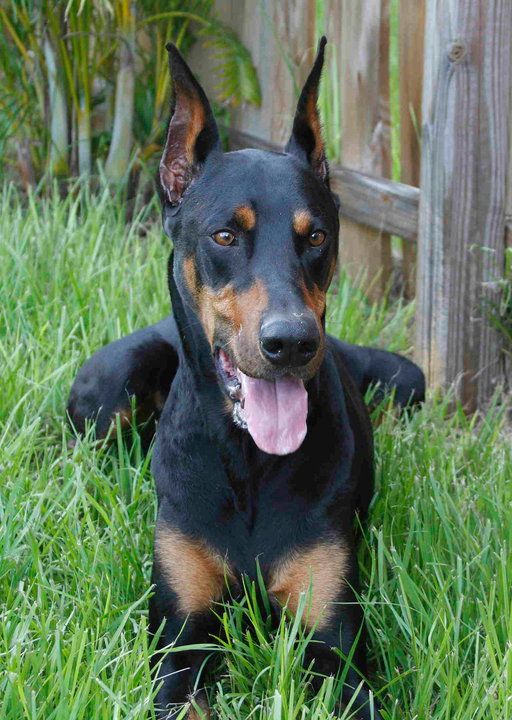
正面顔

労働犬・警備犬として品種改良した犬種であるので、難しい訓練にも耐えられる非常に頭の良い犬である。軍用犬・警察犬・麻薬探知犬・番犬・盲導犬等として訓練され各分野で活躍している。飼い主に対しては非常に従順であり、強い忠誠心と忍耐力を持つが、家族以外の人間、家族以外の他の犬に対しては警戒心が極めて強く、縄張り意識も高いため攻撃的になりやすい側面を持つ。
飼育する場合は厳しい訓練や適切なコミュニケーション、十分な運動を行える生活環境が必須であり、初心者には向かない犬種と言える。

## 健康上の注意点
本種に見られる疾患症状で代表的なものには、フォン・ヴィルブラント病、胃捻転、股関節形成不全などが挙げられる。またブルー毛色の個体にはブルードーベルマン症候群と呼ばれる部分的な脱毛がある場合が多い。